# Sally Beauman
Sally Vanessa Beauman (Devon, 25 luglio 1944 – 11 luglio 2016) è stata una scrittrice, critica letteraria e giornalista britannica.
Sposata con l'attore Alan Howard, hanno un figlio, James.
Studiò al Redland High School e al Girton College, presso Cambridge. Dopo la laurea lavorò per due anni come critica e redattrice  per la rivista "New  York". Nel 1970, fu la prima a ricevere il premio giornalistico Catherine Pakenham e all'età di 24 anni diresse la rivista Queen diventando anche Art editor del Sunday Telegraph. In un'intervista  per il Sunday Times (pubblicata l'11 novembre 1990) ha ammesso di aver usato per i suoi romanzi nove pseudonimi differenti Mills & Boon prima di pubblicare nel 1987 il suo capolavoro Destiny.
La sua prima pubblicazione fu Henry V (Pergamon Press, 1976), uno studio critico in occasione del centenario della Royal Shakespeare Company nel 1975. Nel 1982, in coincidenza con l'apertura del Barbican Theatre a Londra, la casa editrice dell'Università di Oxford pubblicò il suo studio, brillante e ben documentato sulla "Royal Shakespeare Company:History of Ten decades" (ISBN 0192122096), raccontando la storia turbolenta di questa compagnia teatrale, dalla fondazione, avvenuta nel 1879 al Shakespeare Memorial Theatre a Stratford-upon-Avon.

## Romanzi
- The Royal Shakespeare Company's Centenary Production of Henry V (1976)
- The Royal Shakespeare Company: A History of Ten Decades (1982)
- Destiny (Destiny) (1987)
- L'angelo caduto (Dark Angel) (1990)
- Secret Lives (1994)
- Intrighi e passioni (Lovers and Liars) (1994)
- La colomba dalle ali spezzate (1996)
- Sextet (1997)
- Deception & Desire (1998)
- Il segreto di Rebecca (Rebecca's Tale) (2001)
- Ritratto di ragazza (2005)